# ベトテル
ベトテル (Viettel, 正しい発音の「ヴィエッテル」と呼ぶこともある) は、ベトナム最大の移動体通信事業者である。ベトナム国防省が所有し運営している国有企業であり、ベトナム語で正式名称は「Tập đoàn Công nghiệp Viễn thông Quân đội」（集團工業遠通軍隊）だが、直訳すると「軍隊通信産業グループ」となる。なお、Viettelの発音はベッテルまたはビッテルの方が近いが、本頁では日本の新聞やその他ニュースメディアで広く使われているベトテルの表記を採用する。

## 概要
2018年時点でベトナム国内でのシェアはベトテルが50.6%、ベトナム郵電公社 (VNPT) 傘下のビナフォンが24.8%、モビフォンが20.6%、ベトナモバイルが3.6%、Gモバイルが0.4%となっている。
また、ラオス、カンボジア、東ティモール、カメルーン、ハイチ、モザンビーク、ブルンジ、ペルー、タンザニア、ミャンマーに進出して事業を展開している。
なお、ベトナム政府はビナフォン（VNPT）とモビフォンについては2020年に一部民営化するが、ベトテルについては引き続き政府のコントロール下に置く方針である。
5Gサービスのインフラ整備にあたってはファーウェイ製の通信機器を排除して、ノキアやエリクソンの製品を中心に採用すると報じられている。